# LIMSI

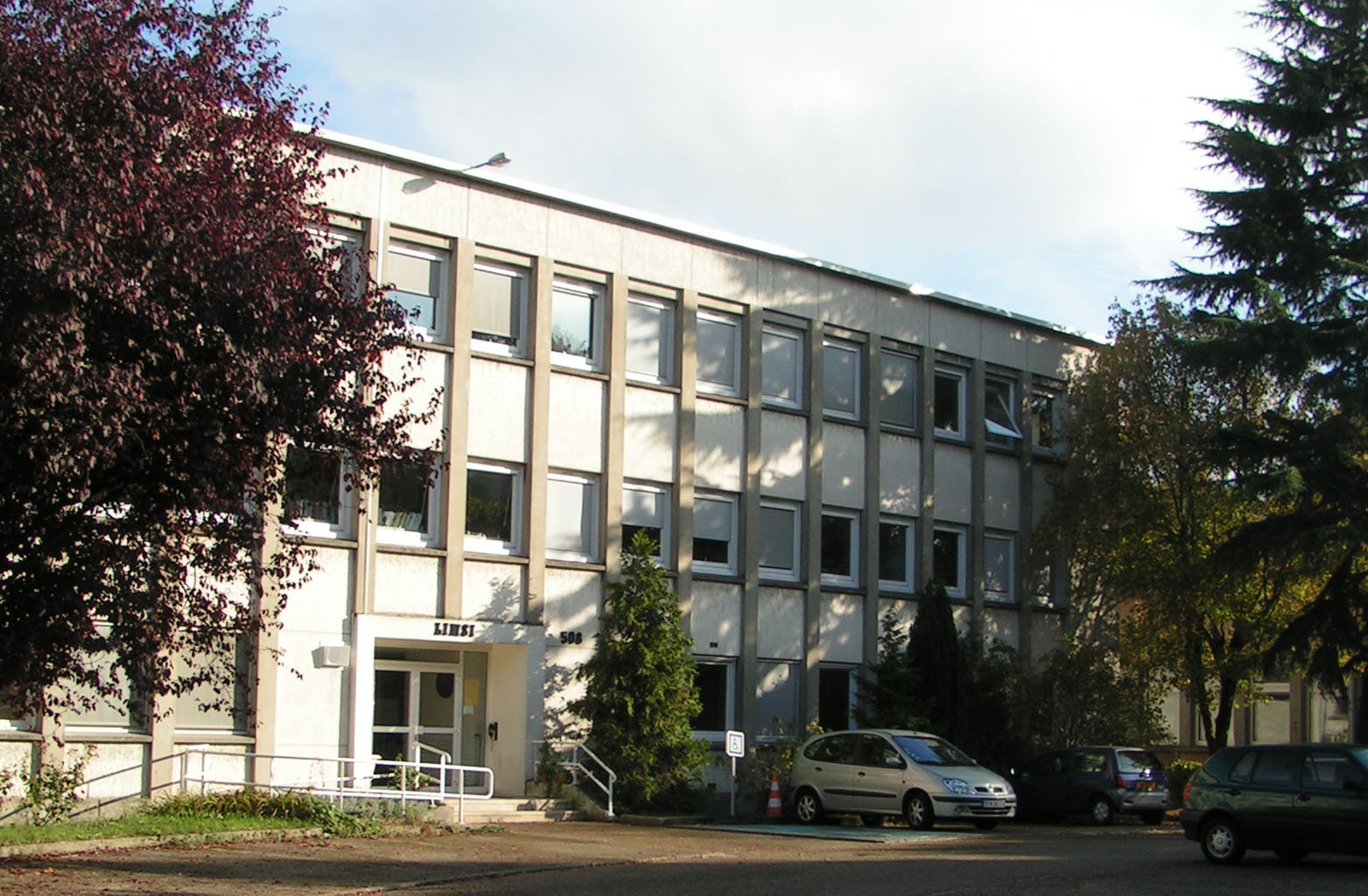
LIMSI の508号棟

機械・エンジニアリング科学のための情報学研究室（ Laboratoire d'informatique pour la mécanique et les sciences de l'ingénieur 略称 LIMSI ）はCNRS付属研究所のひとつ。パリ第6大学・パリ第11大学と協力関係にある。
1972年設立。
LIMSIはパリ南部オルセーのパリ第11大学構内にあり、2棟を占める（508号棟、502号棟）。180人ほどが在籍するが、内訳は常勤の研究者と教授、技術者、技術職員、事務職員、博士課程の学生である。主要研究分野は流体力学、相転移とエネルギー論、自然言語処理、音声処理、画像処理、インターフェース、バーチャルリアリティーである。